# Tiburcio Carías Andino
Tiburcio Carias Andino (5 de março de 1876 - 23 de dezembro de 1969) foi um militar, advogado e professor hondurenho com a reputação de ser um ditador. Fundou o Partido Nacional de Honduras em 1918, e foi presidente de Honduras duas vezes; brevemente em 1924 e de 1933 a 1949.

## Vida
Ele foi eleito presidente de Honduras em meio a uma recessão global. Carías fundou o Partido Nacional de Honduras (PNH), fortaleceu as Forças Armadas, manteve o apoio as empresas bananeiras e aos governos estrangeiros ao se opor as greves e manter o país em uma estrita adesão aos pagamentos da dívida externa, mas é conhecido principalmente por possuir a maior duração de mandato de um presidente na história de Honduras; contando com o apoio da CIA e realizando vários desaparecimentos forçados e tortura das forças de oposição em busca da liberdade social, mergulhou o país em um reinado de terror e de calamidade muito semelhante ao fascismo.
Antes de concluir seu mandato, Carías Andino consolida o poder quando modificou a Constituição, proibiu o Partido Comunista de Honduras e limitou a liberdade de imprensa. Esta medida eliminou a oposição e pôs fim a um longo período de tempo caracterizado pela curta duração dos governos, como resultado de golpes de Estado intermináveis. Em 1949, Carias Andino foi forçado a renunciar sob pressão dos Estados Unidos; porém continua a manipular a política do país forçando o Partido Nacional a nomear como candidato para a presidência o seu "protegido" Juan Manuel Gálvez, que desde 1933 estava servindo como ministro da Guerra. Gálvez vence as "eleições" como candidato único.